# Robert's Arm
Robert's Arm es un pueblo canadiense situado en la provincia de Terranova y Labrador.

## Superficie
Robert's Arm tiene una superficie de 36,09 km².

## Demografía
En 2021, tenía 722 habitantes, una densidad poblacional de 20 hab./km², y 385 viviendas.